# Ptilinop de pit escarlata
El ptilinop de pit escarlata (Megaloprepia formosa) és una espècie d'ocell de la família dels colúmbids (Columbidae) que habita boscos de bambú d'algunes de les Moluques Septentrionals.